# Ahmed Inal
Ahmed Inal (en arabe : أحمد إينال), également connu sous le nom de Sid Ahmed Inal et sous le nom de guerre Djaâfar, était un militant et un enseignant algérien né le 21 février 1931 à Tlemcen. Il est mort le 1er novembre 1956 à Ben Badis (wilaya de Sidi Bel Abbès), après avoir été capturé et torturé par l'armée française durant la guerre d'Algérie.

## Biographie
Inal commence sa carrière professionnelle en tant qu'instituteur dans sa région natale. Plus tard, il poursuit des études d'histoire à la Sorbonne à Paris, où il devient le responsable des étudiants communistes d'Algérie. C'est là qu'il contribue à la fondation de l’Union générale des étudiants musulmans algériens (UGEMA) en 1955.
De retour en Algérie, Inal devient professeur au collège de Tlemcen de Slane (actuellement nommé Ibn Khaldoun) et rejoint l'ALN ; il devient officier et secrétaire du commandement de la wilaya V (Oranie) au maquis en Algérie. Alors qu'il a rejoint le maquis de la Wilaya 5, il est blessé au combat dans la bataille de Tadjmout[réf. souhaitée] avant d'être capturé par l'armée française. Il est torturé puis tué par les militaires français le 1er novembre 1956. Selon Sylvie Thénault, qui fait également référence à Gilbert Meynier, il existe en fait plusieurs hypothèses concernant la mort d'Inal Ahmed : il a pu soit être effectivement brûlé vif par l'armée française, soit être éliminé par ses compagnons du fait qu'il était communiste. Il existe également une autre version sur la date de sa mort qui se situerait alors en 1957.

## Postérité
De nombreux édifices et lieux portent le nom d'Ahmed Inal, pour honorer sa mémoire:
- Un lycée porte son nom à Sidi Bel Abbes[6].
- Un boulevard porte son nom à Tlemcen[7].
- un collège porte son nom à Bouhanak Jadida, Mansourah, Tlemcen[8].
- Poème de Anna Gréki « À cause de la couleur du ciel », dédié à Inal[9].